# Casa forta de la Campanera
La casa forta de la Campanera és un monument protegit com a bé cultural d'interès local del municipi d'Aiguamúrcia (Alt Camp).

## Descripció
És un edifici de planta gairebé quadrada que fa 5 x 4 m aproximadament en planta. Se'n conserven uns 6 m d'alçada, però resta escapçada. Està adossada a un edifici més modern.
Els murs són de carrerons i les cantoneres de pedra ben tallada. La porta d'accés a la planta baixa té un arc de mig punt de dovelles grans. Al damunt de la porta s'obre una finestra que probablement es va afegir posteriorment. Actualment és acabada amb una teulada de doble vessant, abans, però tenia una coberta d'un sol aiguavés.
És d'origen medieval gòtic. Està datada cap al segle xiii relacionant-la amb altres construccions semblants que hi ha en aquestes contrades, com la de la Guinovarda o la Torre Forgell.

## Història
Aquesta casa forta o mas fortificat fou en un primer moment una possessió dels castlans majors del castell de Selma. Esmentada el 1247 en el testament d'Elisenda de Fonollar, esposa del castlà Arnau de Fonollar, on llegava el mas a l'orde del Temple. Al principi del segle xiv passava a mans dels hospitalers i el 1489 consta a mans de la família Estalella.